# Pomacanthus semicirculatus
Pomacanthus semicirculatus é uma espécie de peixe da família Pomacanthidae.